# Лиеж (окръг)
Вижте пояснителната страница за други значения на Лиеж.
Лиеж (на френски: Liège) е окръг в Източна Белгия, провинция Лиеж. Площта му е 797 km², а населението – 623 953 души (по приблизителна оценка от януари 2018 г.). Административен център е град Лиеж.